# Kavallerietelegraph
Der Kavallerietelegraph ist die Gesamtbezeichnung der Ausrüstung der Kavallerie für telegraphische Zwecke.
Im deutschen Heer gehörten dazu:
- ein Patrouillenapparat
  - Mikrofon
  - Vibrationsalarm (Vibrateur)
  - Telefon mit Batterie in einer Kiste
- Draht
- Werkzeuge
- Steigeisen
- Leinen usw.

Alles zusammen wog etwa 35 kg und wurde auf einem Packpferd mitgeführt.